# American Football Conference
Az American Football Conference (AFC) az NFL két konferenciája közül az egyik. A másik a National Football Conference. 1970-ben hozták létre, miután az American Football League egyesült az NFL-lel. A konferencia eredetileg 13 csapatból állt, ebből 10  az AFL-ből jött, míg a Cleveland Browns, Pittsburgh Steelers, és az Indianapolis Colts elődje, a Baltimore Colts az NFL-ből ment át.
A rájátszásba 6 csapat jut be. Ennek győztese megkapja a Lamar Hunt Trophy-t (a konferenciagyőztesnek járó serleget), és az NFC bajnokával mérkőzik meg a Super Bowl-on.

## Jelenlegi csapatok
Jelenleg 16 csapat alkotja négy divízióban, a legutóbbi csatlakozó a Houston Texans csapata volt 2002-ben. Mindegyik divízióban négy-négy csapat van: AFC East, AFC North, AFC South, AFC West.
| Divízió | Csapat               | Város               | Stadion                    | Hiv.   |
| ------- | -------------------- | ------------------- | -------------------------- | ------ |
| East    | Buffalo Bills        | Orchard Park, NY    | Highmark Stadion           | [ 1 ]  |
| East    | Miami Dolphins       | Miami Gardens, FL   | Hard Rock Stadion          | [ 2 ]  |
| East    | New England Patriots | Foxborough, MA      | Gillette Stadion           | [ 3 ]  |
| East    | New York Jets        | East Rutherford, NJ | MetLife Stadion            | [ 4 ]  |
| North   | Baltimore Ravens     | Baltimore, MD       | M&T Bank Stadion           | [ 5 ]  |
| North   | Cincinnati Bengals   | Cincinnati, OH      | Paycor Stadion             | [ 6 ]  |
| North   | Cleveland Browns     | Cleveland, OH       | Huntington Bank Field      | [ 7 ]  |
| North   | Pittsburgh Steelers  | Pittsburgh, PA      | Acrisure Stadion           | [ 8 ]  |
| South   | Houston Texans       | Houston, TX         | NRG Stadion                | [ 9 ]  |
| South   | Indianapolis Colts   | Indianapolis, IN    | Lucas Oil Stadion          | [ 10 ] |
| South   | Jacksonville Jaguars | Jacksonville, FL    | EverBank Stadion           | [ 11 ] |
| South   | Tennessee Titans     | Nashville, TN       | Nissan Stadion             | [ 12 ] |
| West    | Denver Broncos       | Denver, CO          | Empower Field at Mile High | [ 13 ] |
| West    | Kansas City Chiefs   | Kansas City, MO     | Arrowhead Stadion          | [ 14 ] |
| West    | Las Vegas Raiders    | Paradise, NV        | Allegiant Stadion          | [ 15 ] |
| West    | Los Angeles Chargers | Inglewood, CA       | SoFi Stadion               | [ 16 ] |